# Energieversorgung Oberfranken

Genussrechtsurkunde der Bayerischen Elektricitäts-Lieferungs-Gesellschaft AG vom Dezember 1925

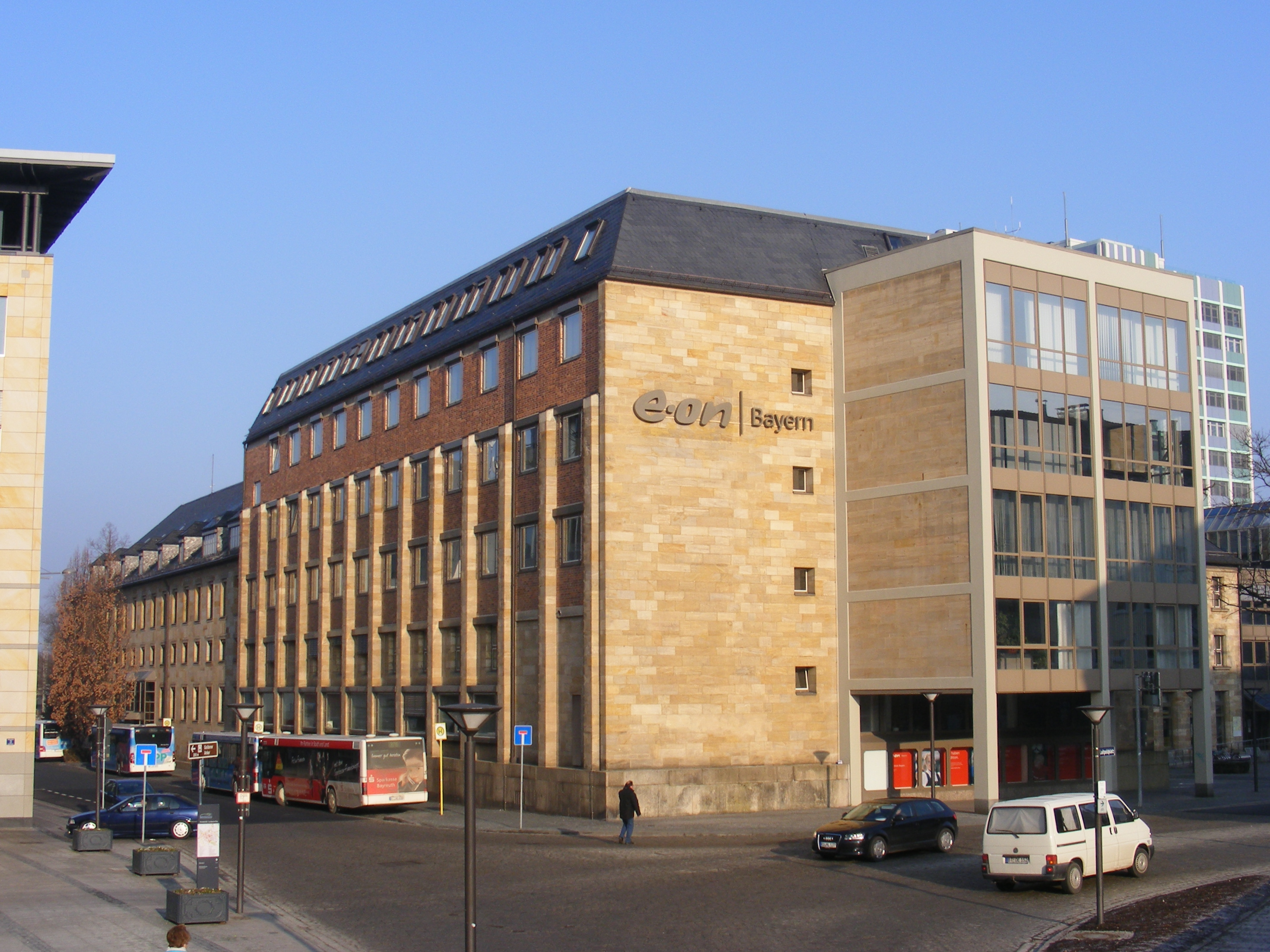
Gebäude der E.ON Bayern AG, ehemals Bayerische Elektricitäts-Lieferungs-Gesellschaft AG (BELG), am Bayreuther Luitpoldplatz

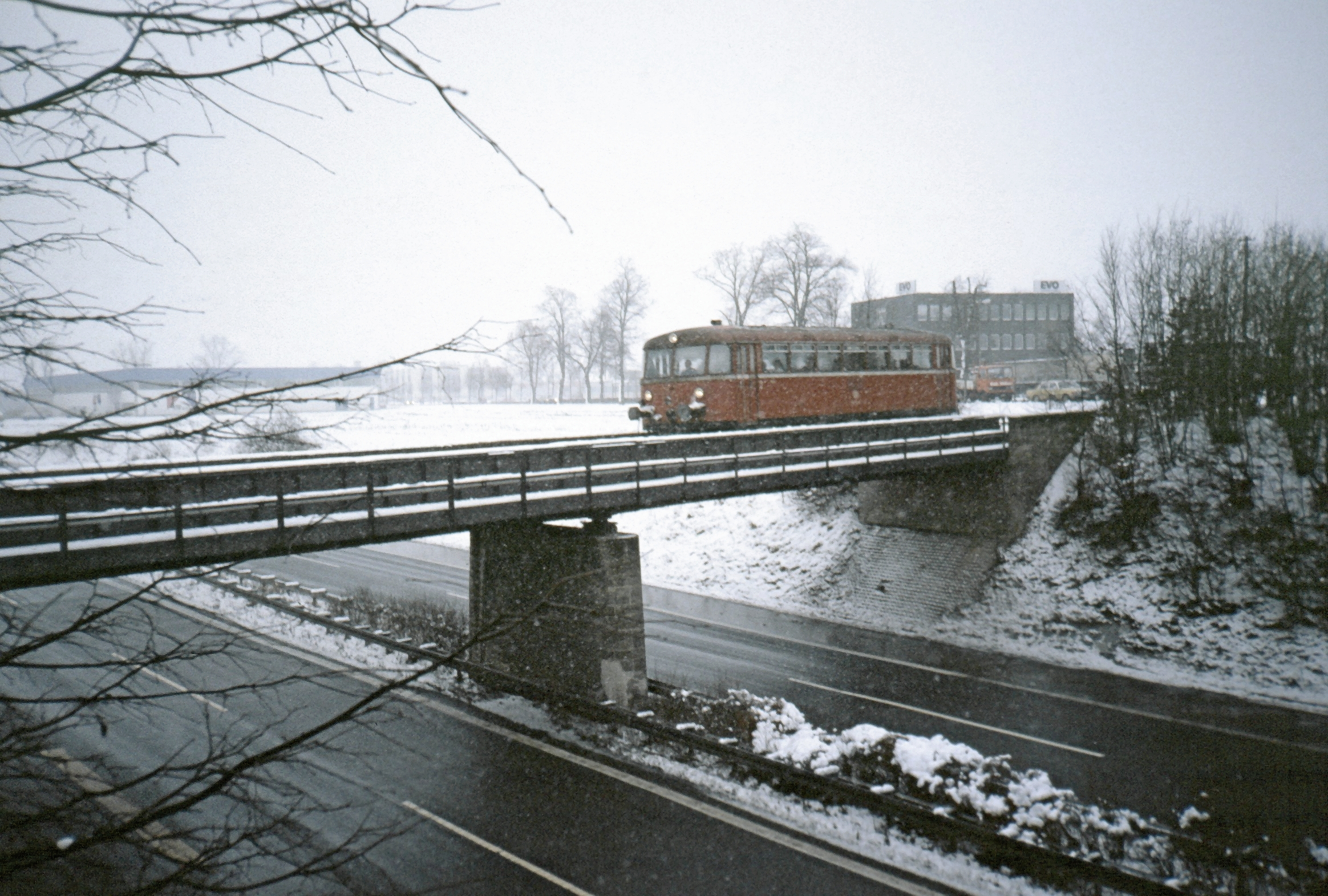
Firmensitz der EVO in den 1980er Jahren (hinten rechts)

Die Energieversorgung Oberfranken AG (EVO) wurde in ihrer zuletzt bestehenden Form 1983 gegründet. Ihre Wurzeln reichen jedoch zurück bis zur Entstehung der Bayerischen Elektricitäts-Lieferungs-Gesellschaft AG (BELG) in Bayreuth 1914 bzw. der Überlandwerk Oberfranken AG (ÜWO) in Bamberg 1920.
Die in Bayreuth gegründete BELG hatte am dortigen Josephsplatz ein in den Jahren 1924/25 errichtetes repräsentatives Gebäude bezogen, das im April 1945 bei einem Bombenangriff zerstört wurde. Nach dem Zweiten Weltkrieg zog sie in das ebenfalls stark beschädigte vormalige Haus der Deutschen Erziehung am Luitpoldplatz um.
Innerhalb ihres rund 9000 Quadratkilometer großen Versorgungsgebiets erzielte die EVO zuletzt einen Stromabsatz von mehr als 7,5 Milliarden Kilowattstunden.
Im Jahr 2001 wurde die Energieversorgung Oberfranken AG gemeinsam mit den vier bayerischen Regionalversorgern Isar-Amperwerke AG, OBAG AG, Überlandwerk Unterfranken AG und Großkraftwerk Franken AG zur E.ON Bayern AG zusammengefasst, der heutigen Bayernwerk AG.